# Édouard Salin
Pour les articles homonymes, voir Salin.
Édouard Salin, né le 9 janvier 1889 à Dammarie (Meuse) et mort le 6 mai 1970 au château de Montaigu, à Laneuveville-devant-Nancy (Meurthe-et-Moselle), est un ingénieur, maître de forges et archéologue français.
Il est élu à l'Académie des inscriptions et belles-lettres le 14 mars 1952.

## Biographie

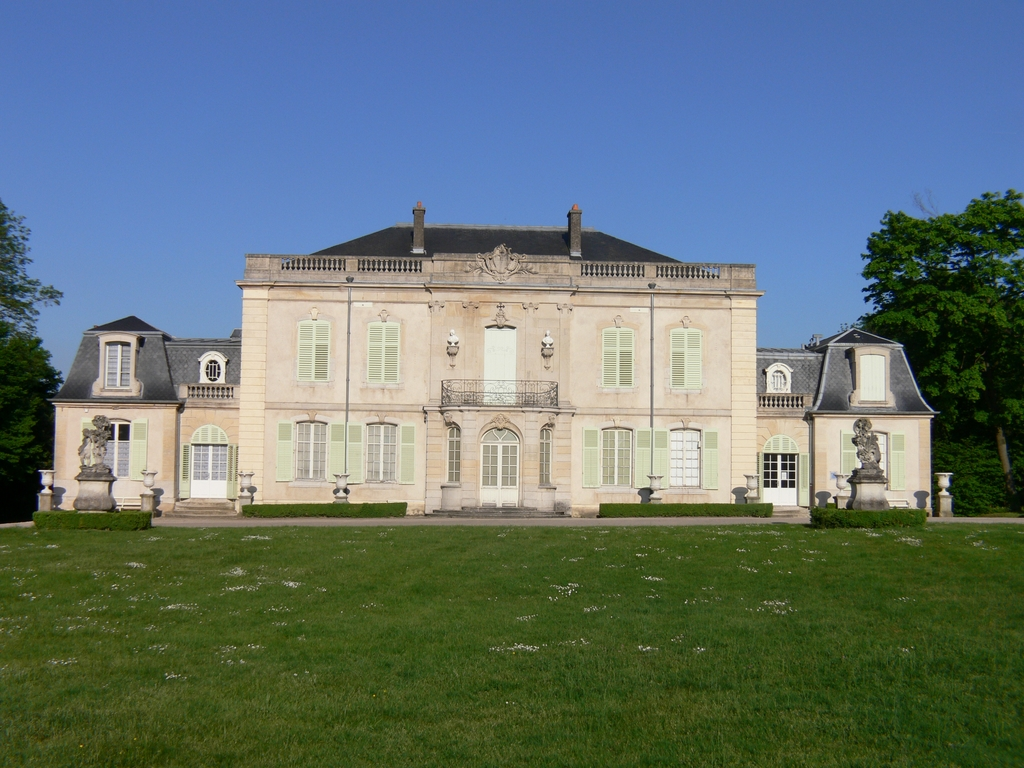
Le château de Montaigu.

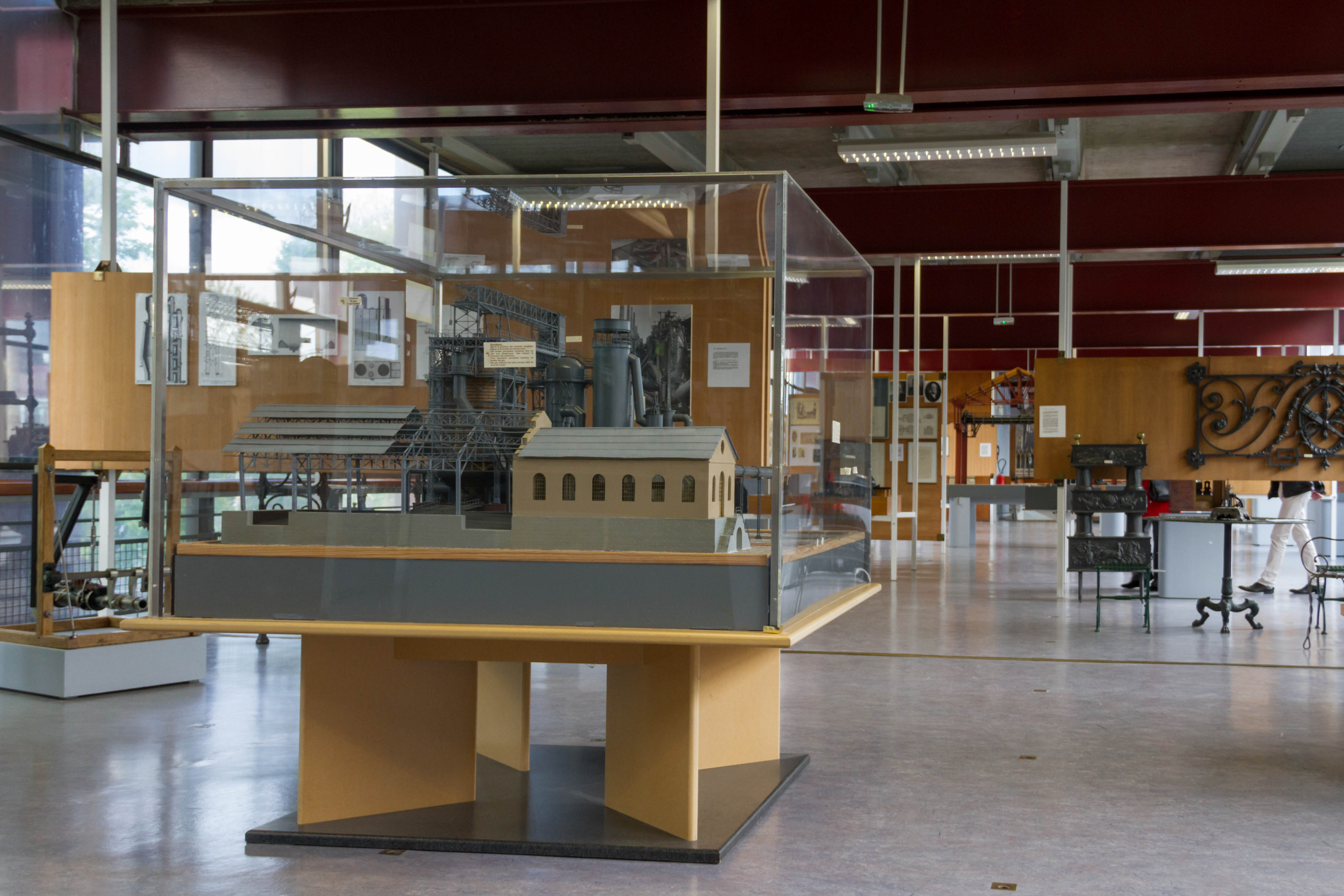
Le premier étage du Musée de l'histoire du fer.

Marie Pierre Marcel Édouard Salin est le fils du richissime Auguste Salin (1848-1919), maître de forges, propriétaire des forges de Dammarie-sur-Saulx et d'Écurey, et de son épouse née Marie Jeanne Claudine Henriette Beugniot. Son frère Pierre (1881-1942), également ingénieur civil des mines, a géré les Fonderies Salin de Dammarie-sur-Saulx.
Il fait ses études secondaires à Paris, à l'école Bossuet et au lycée Montaigne, puis au lycée Louis-le-Grand. En 1916, il épouse Suzanne Bourin.
Formé à l'École des mines dont il sort major, il eut l'occasion de suivre les cours de Conrad Schlumberger, auteur des premières recherches dans le domaine de la prospection géophysique. Consacrant tout son temps à la recherche archéologique à partir des années 1950, Salin a l'occasion d'appliquer les méthodes géophysiques dans ce domaine, avec l'aide de la Société d'Études pour la France et l'Étranger. Il s'agit alors de la première recherche de ce type en France, quelques années avant son application sur le site d'Argentomagus à Argenton-sur-Creuse. Il est, avec Roger Billoret, un des principaux chercheurs du site de Grand.
En 1945, il devient président de la Compagnie des forges d'Audincourt ; à partir de 1959, il en est administrateur-président d'honneur.
En 1950, il fonde le Laboratoire de recherches archéologiques du Musée lorrain. Il crée le Musée de la sidérurgie et de l'histoire du fer qu'il installe dans une partie de son domaine de Montaigu.
Il a été président de la Société d'archéologie lorraine et de l'Académie Stanislas. Il a présidé la Société d'histoire de la Lorraine et du musée lorrain de 1945 à 1969.
En 1952-1953 et 1957, à l'occasion de campagnes de fouilles à la basilique Saint-Denis, il découvre plusieurs tombes à mobilier sous le bras nord du transept, puis dans le prolongement de la crypte de Viollet-le-Duc. Spécialiste de l'époque mérovingienne, il publie également plusieurs articles et ouvrages d'archéologie.

## Distinctions
- Officier de la Légion d'honneur
- Croix de guerre 1914–1918
- Officier de l'ordre des Palmes académiques
- Commandeur de l'ordre des Arts et des Lettres
- Commandeur de l'ordre du Ouissam alaouite (Maroc)

## Publications
- Le cimetière barbare de Lezéville, 1922.
- Une maison française : Montaigu en Lorraine, 1937 (Prix Hercule-Catenacci de l'Académie française).
- Rhin et Orient, I, Le haut Moyen Âge en Lorraine. Trois campagnes de fouilles et de laboratoire, 1939.
- Rhin et Orient, II, Le fer à l'époque mérovingienne. Étude technique et archéologique (en collaboration avec Albert France-Lanord), 1943.
- Manuel des fouilles archéologiques, I, Les fouilles de sépultures, du Ve au VIIIe siècle, 1946.
- La Civilisation mérovingienne, 4 volumes (Les idées et les faits ; Les sépultures ; Les techniques ; Les croyances), 1950-1959.
- « Sépultures gallo-romaines et mérovingiennes dans la basilique Saint-Denis », dans Monuments et mémoires de l’Académie des inscriptions et belles-lettres, Fondation Eugène Piot, n° 49, 1957, p. 93-128.
- Les tombes gallo-romaines et mérovingiennes de la basilique de Saint-Denis (fouilles de janvier-février 1957), Paris, Académie des inscriptions et belles-lettres, 1958, 95 p., 27 planches (tiré-à-part des « Mémoires de l'Académie », tome XLIV).
- Quarante ans après, 1962 (sur le château de Montaigu et ses collections).